# Pertusaria thwaitesii
Pertusaria thwaitesii är en lavart som beskrevs av Müll. Arg. Pertusaria thwaitesii ingår i släktet Pertusaria och familjen Pertusariaceae.   Inga underarter finns listade i Catalogue of Life.